# Ава
Аба (у источној варијанти ава, у западној опат) је арамејска реч (אבא abbā) која значи „отац“. Појављује се три пута у Новом завету, Мк 14, 36, Рим 8, 15 и Гал 4, 6, увек заједно са грчким еквивалентом (Abba/o` Pathro Патир, ’Ава, отац’). Коришћена је као титула за поједине пустињске оце, на пример у Apothegmata Patrum (Изреке пустињских отаца).

## Исусова употреба израза
Исус је Бога називао Аба, што на арамејском значи „Отац“. Исус је под речју отац по правилу мислио на небеског оца, односно на Бога. Он је чак изричито саветовао својим ученицима да тај израз не употребљавају ни за кога од људи.
| „      | И оцем не зовите никога на земљи; јер је у вас један Отац који је на небесима. | ” |
| — Исус |                                                                                |   |

## Употреба израза на Западу
У Западној Цркви то је званични назив за настојатеља одређеног манастира или монашке Конгрегације која припада бенедиктинским, цистерцитским или трапистким фамилијама или неким домовима одређеног реда каноских редовника (нпр. Августиновски канонички редовници Латерана и Премонстратенсиани). Према Правилима Светог Бенедикта опат је постављен за оца монашке породице и као такав има велику власт у управљању својим домом, по правилима која он може прилагодити климатским условима, обичајима одређене епохе итд. У данашње време опати су увек изабрани и имају службу у сагласности са Уставом свог Реда или Конгрегације: некада је то доживотно, некада на неодређено време, некада до навршавања одређених година, некад на одређени број година, итд. (уп. CIC (1983) can. 624. s. I). 
Опат је главни настојатељ (уп. CIC (1983) can. 613. s. 2) и, пошто су сви Редови и Конгрегације који имају опате схваћени као клерикалне институције (уп. CIC (1983) can. 588. s. 2), опат мора бити свештеник, он дела са црквеном влашћу (уп. CIC (1983) can. 596. s. 2) и он је схваћен као Ординариј (уп. CIC (1983) can. 134. s. I). За разлику од других црквених управитеља опат добија литургијски благослов при чему му може бити додељен прстен, митра, жезал. Опат територијалне опатије (формално познат као 'abbot nullius' (уп. дијецеза)) такође има квази-епископску јурисдикцију над територијом своје опатије. (уп. CIC (1983) can. 370). Старија пракса давања титуле опата старијем монаху као вид почасти али без јурисдикције сада је престала. У Средњем веку, одређени опати су постепено захтевали права на одређене инсигније и привилегије уобичајено резервисане за епископе, као и право да учествују на црквеним саборима (од осмог сабора у Толеду 653). Раније разликовање опата који носе митру (у пре - реформској Енглеској) од других данас више не постоји. Настојатељи појединих познатих манастира носе назив над-опати, док, такође, опат који председава Конгрегацијом носи назив „Опат председник“ или „опат генерал“. Од 1893. бенедиктинска конгрегација је имала „опата примата“ који је био предстојатељ читавог реда.

## Употреба израза на Истоку
Одговарајући назив за опата у Источној Цркви је игуман или архимандрит.